# چارلز پالمر (کارگردان)
چارلز پالمر (انگلیسی: Charles Palmer؛ زادهٔ ۱۹۶۵) کارگردان تلویزیونی اهل بریتانیا است.
وی کارگردان سه قسمت از مجموعه تلویزیونی مارپل آگاتا کریستی و شش قسمت از دکتر هو بوده‌است.